# Eagle (Nebraska)
Eagle é uma vila localizada no estado americano de Nebraska, no Condado de Cass.

## Demografia
Segundo o censo americano de 2000, a sua população era de 1105 habitantes.
Em 2006, foi estimada uma população de 1158, um aumento de 53 (4.8%).

## Geografia
De acordo com o United States Census Bureau, a localidade tem uma área de 0,8 km², sem área coberta por água. Eagle localiza-se a aproximadamente 408 m acima do nível do mar.

## Localidades na vizinhança
O diagrama seguinte representa as localidades num raio de 16 km ao redor de Eagle.